# Liste der Wappen in Freiburg im Breisgau
Diese Liste beinhaltet alle in der Wikipedia gelisteten Wappen des Stadtkreises Freiburg im Breisgau in Baden-Württemberg, inklusive historischer Wappen. Fast alle Städte, Gemeinden und Kreise in Baden-Württemberg führen ein Wappen. Sie sind über die Navigationsleiste am Ende der Seite erreichbar.

## Wappen des Stadtkreises Freiburg im Breisgau

### Wappen der Stadt Freiburg im Breisgau

Freiburg im Breisgau[1]

### Stadtteilwappen ehemaliger Gemeinden in Freiburg im Breisgau

Ebnet[2]
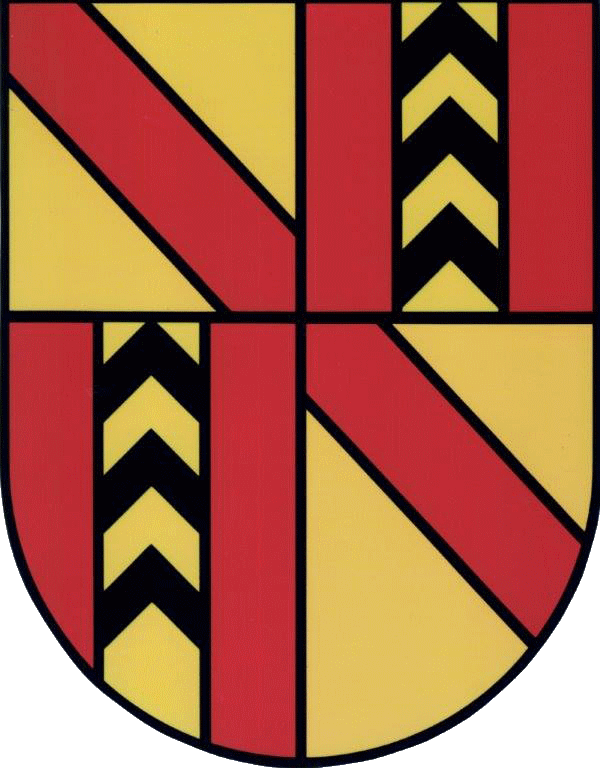
Haslach
Hochdorf[3]
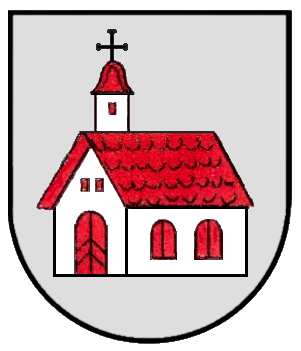
Kappel
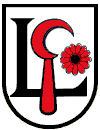
Lehen
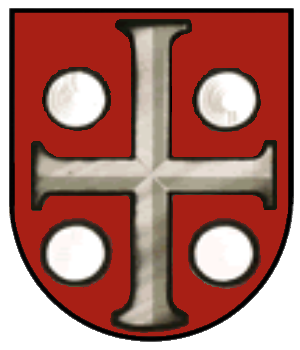
Littenweiler
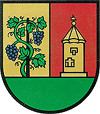
Munzingen
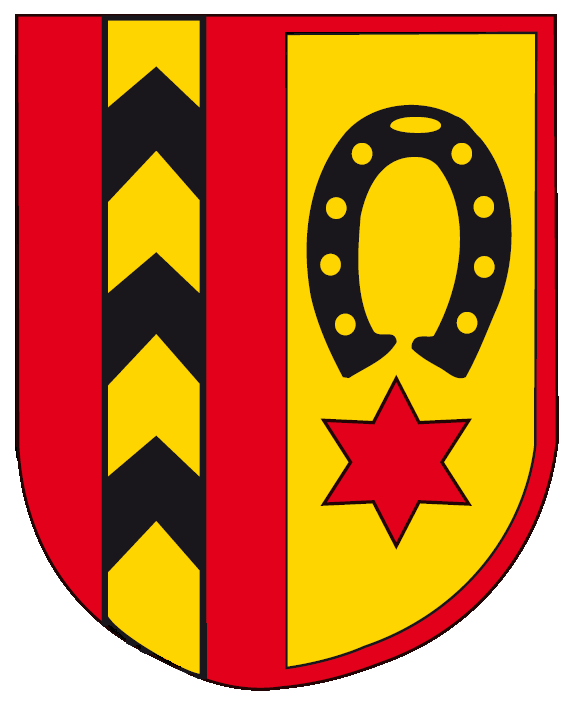
Opfingen
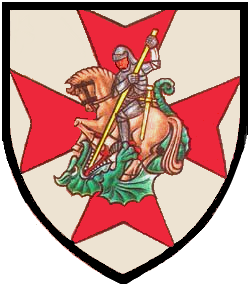
Sankt Georgen
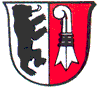
Tiengen
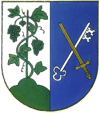
Waltershofen
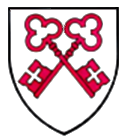
Zähringen

## Blasonierungen
1. ↑  Freiburg im Breisgau: In Silber ein durchgehendes rotes Kreuz.
2. ↑  Ebnet: Von Rot und Silber geteilt.
3. ↑  Hochdorf: In von Gold und Grün geteiltem Schild oben ein wachsender roter Greif.
4. ↑  Kappel: In Silber eine rote Kapelle mit Dachreiter.
5. ↑  Lehen: In Silber der schwarze Großbuchstabe L, überdeckt mit einem pfahlweis gestellten, linksgekehrten roten Winzermesser, links beseitet von einer roten Rosette.
6. ↑  Littenweiler: Das Ortswappen zeigt ein weißes Tatzenkreuz auf rotem Grund. In den vier dadurch gebildeten Feldern befindet sich je eine silberne Kugel.
7. ↑  Munzingen: Über grünem Schildfuß gespalten; vorne in Gold ein grüner Weinstock mit zwei blauen Trauben, hinten in Rot ein goldener Rundturm mit Spitzdach.
8. ↑  Opfingen: In gespaltenem Schild vorne in Rot ein mit drei schwarzen Sparren belegter goldener Pfahl, hinten in Gold über einem roten Stern ein schwarzes Hufeisen.
9. ↑  Sankt Georgen: Das Wappen der Verbandsgemeinde Sankt Georgen wurde vermutlich im 16. Jahrhundert verliehen und zeigt den Heiligen Georg als Drachentöter auf dem achtzackigen, roten Malteserkreuz.
10. ↑  Tiengen: In gespaltenem Schild vorne in Silber ein aufgerichteter, linksgewendeter schwarzer Bär, hinten in Rot ein silberner Bischofsstab (Baselstab).
11. ↑  Waltershofen: In gespaltenem Schild vorne in Silber auf grünem Dreiberg ein grüner Weinstock, hinten in Blau schräggekreuzt ein goldenes Schwert und ein silberner Schlüssel.
12. ↑  Zähringen: Das Wappen zeigt einen gestürzten und gekreuzten Petrischlüssel.